# Sveta Petka, Bujanovac
Sveta Petka (izvirno srbsko Света Петка) je naselje v Srbiji, ki upravno spada pod Občino Bujanovac; slednja pa je del Pčinjskega upravnega okraja.

## Demografija
V naselju živi 251 polnoletnih prebivalcev, pri čemer je njihova povprečna starost 36,1 let (33,6 pri moških in 39,0 pri ženskah). Naselje ima 72 gospodinjstev, pri čemer je povprečno število članov na gospodinjstvo 4,64.
To naselje je, glede na rezultate popisa iz leta 2002, večinoma srbsko.
|  |

| Demografija | Demografija     | Demografija     |
| Leto        | Št. prebivalcev | Št. prebivalcev |
| ----------- | --------------- | --------------- |
|             |                 |                 |
|             |                 |                 |
|             |                 |                 |
|             |                 |                 |
| 1948        | 323             |                 |
| 1953        | 341             |                 |
| 1961        | 319             |                 |
| 1971        | 295             |                 |
| 1981        | 308             |                 |
| 1991        | 307             | 303             |
| 2002        | 344             | 334             |
|             |                 |                 |

| Etnična sestava po popisu iz leta 2002 | Etnična sestava po popisu iz leta 2002 | Etnična sestava po popisu iz leta 2002 | Etnična sestava po popisu iz leta 2002 | Etnična sestava po popisu iz leta 2002 |
| -------------------------------------- | -------------------------------------- | -------------------------------------- | -------------------------------------- | -------------------------------------- |
| Srbi                                   | Srbi                                   |                                        | 333                                    | 99,70%                                 |
| Neznano                                | Neznano                                |                                        | 1                                      | 0,29%                                  |